# Puchar Świata w kolarstwie przełajowym 2006/2007
Puchar Świata w kolarstwie przełajowym w sezonie 2006/2007 to 14. edycja tej imprezy. Organizowany przez UCI, obejmował jedenaście zawodów dla mężczyzn oraz sześć dla kobiet. Pierwszy wyścig odbył się 1 października 2006 roku w szwajcarskim Aigle, a ostatni 21 stycznia 2007 roku w holenderskim Hoogerheide. 
W tym sezonie nie prowadzono klasyfikacji generalnej i nie przyznano indywidualnych wyróżnień.

## Wyniki

### Mężczyźni
| Lp  | Miejscowość | Data                 | 1. miejsce      | 2. miejsce     | 3. miejsce          |
| --- | ----------- | -------------------- | --------------- | -------------- | ------------------- |
| 1.  | Aigle       | 1 października 2006  | Sven Nys        | Bart Wellens   | Erwin Vervecken     |
| 2.  | Kalmthout   | 22 października 2006 | Sven Nys        | Francis Mourey | Erwin Vervecken     |
| 3.  | Tábor       | 28 października 2006 | Radomír Šimůnek | Bart Wellens   | Erwin Vervecken     |
| 4.  | Treviso     | 4 listopada 2006     | Francis Mourey  | Sven Nys       | Erwin Vervecken     |
| 5.  | Pijnacker   | 12 listopada 2006    | Sven Nys        | Francis Mourey | Gerben de Knegt     |
| 6.  | Koksijde    | 25 listopada 2006    | Sven Nys        | Bart Wellens   | Sven Vanthourenhout |
| 7.  | Igorre      | 3 grudnia 2006       | Sven Nys        | Bart Wellens   | Klaas Vantornout    |
| 8.  | Mediolan    | 8 grudnia 2006       | Sven Nys        | Bart Wellens   | Erwin Vervecken     |
| 9.  | Hofstade    | 26 grudnia 2006      | Erwin Vervecken | Petr Dlask     | Thijs Al            |
| 10. | Nommay      | 14 stycznia 2007     | Sven Nys        | Bart Wellens   | Gerben de Knegt     |
| 11. | Hoogerheide | 21 stycznia 2007     | Sven Nys        | Petr Dlask     | Erwin Vervecken     |

### Kobiety
| Lp | Miejscowość | Data                 | 1. miejsce         | 2. miejsce           | 3. miejsce           |
| -- | ----------- | -------------------- | ------------------ | -------------------- | -------------------- |
| 1. | Kalmthout   | 22 października 2006 | Hanka Kupfernagel  | Marianne Vos         | Helen Wyman          |
| 2. | Treviso     | 4 listopada 2006     | Marianne Vos       | Hanka Kupfernagel    | Birgit Hollmann      |
| 3. | Pijnacker   | 12 listopada 2006    | Hanka Kupfernagel  | Daphny van den Brand | Birgit Hollmann      |
| 4. | Hofstade    | 26 grudnia 2006      | Hanka Kupfernagel  | Birgit Hollmann      | Daphny van den Brand |
| 5. | Nommay      | 14 stycznia 2007     | Laurence Leboucher | Maryline Salvetat    | Hanka Kupfernagel    |
| 6. | Hoogerheide | 21 stycznia 2007     | Hanka Kupfernagel  | Marianne Vos         | Helen Wyman          |